# Międzynarodowe Biuro Miar i Wag
Międzynarodowe Biuro Miar i Wag, BIPM (fr. Bureau international des poids et mesures) – organizacja zajmująca się ujednolicaniem jednostek miar układu SI. Organizuje międzynarodowe porównania krajowych standardów pomiaru i przeprowadza kalibracje jednostek w państwach członkowskich.

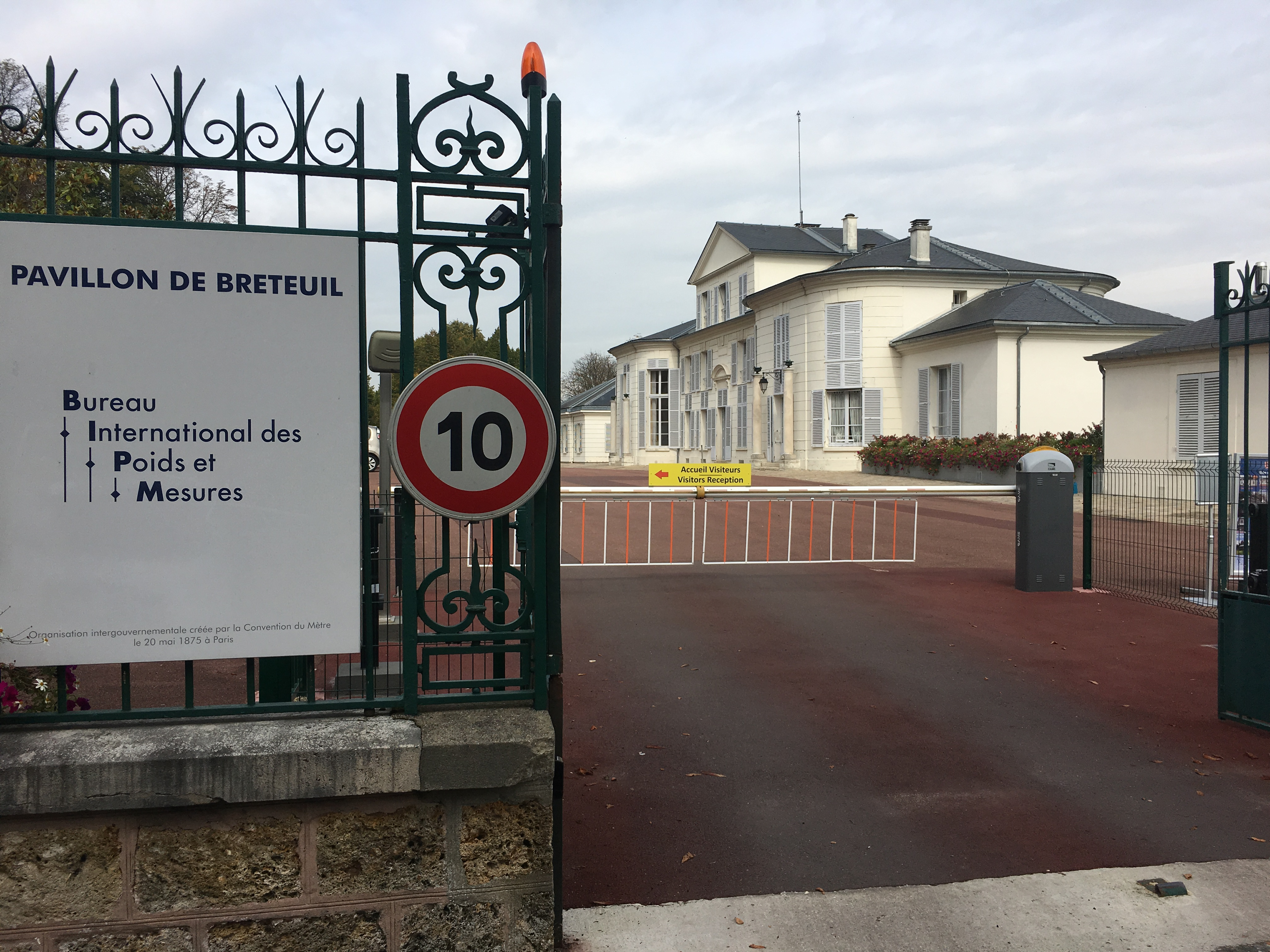
Pawilon de Breteuil, siedziba Międzynarodowego Biura Miar i Wag w 2017

## Historia
Międzynarodowe Biuro Miar i Wag powstało 20 maja 1875 roku w konsekwencji podpisania tzw. Konwencji Metrycznej. Biuro miało za zadanie koordynować ujednolicenie systemu miar i wspierać państwa członkowskie w wprowadzaniu uznanych standardów. Jako organ zarządzający biurem przewidziano Międzynarodowy Komitet Miar i Wag. Konwencja zrzeszała początkowo 17 państw sygnatariuszy Konwencji Metrycznej. W 2024 organizacja zrzesza 64 członków stałych oraz 37 stowarzyszonych. Dyrektorem biura od 2013 roku  jest Martin J.T. Milton.

## Cele organizacji
- ujednolicenie systemu miar.
- przechowywanie wzorców miar, okresowe porównywanie z wzorcami narodowymi.
- koordynacja prac narodowych laboratoriów.

## Siedziba
BIPM mieści się w Sèvres w Pavillon de Breteuil na zachodnich przedmieściach Paryża. Pałace, które zajmuje BIPM zostały wzniesione na polecenie Ludwika XIV w XVII stuleciu. Podczas wojny francusko-pruskiej zostały poważnie zniszczone, ale po odbudowaniu przekazano je wraz z okolicznym parkiem na rzecz organizacji w 1875 roku.